# Andressa Alves
Andressa Alves da Silva (født 10. november 1992), mest kendt som Andressa Alves, er en brasiliansk fodboldspiller, som spiller for FC Barcelona i Primera Division og for Brasilien.